# Tăblițele de la Sinaia
Tăblițele de la Sinaia reprezintă un set de artefacte arheologice controversate. Sunt tăblițe din plumb scrise într-o limbă necunoscută sau inventată, cu alfabetul grecesc (cu câteva litere adiționale), textele fiind însoțite uneori și de imagini. Se presupune că ar fi o cronică a dacilor - menționează nume de regi daci și toponime dacice. Specialiștii - istoricii și lingviștii - le consideră în general falsuri moderne. Astăzi  se află depozitate în subsolul Institutului de Arheologie Vasile Pârvan din București, de mai bine de un secol. 

## Originea
Originea tăblițelor  este obscură și controversată. Cei care susțin autenticitatea inscripțiilor de pe ele se împart aici în trei categorii: cei care consideră că sunt falsuri, cei care consideră că tăblițele de plumb de astăzi sunt originalele realizate de daci și cei care susțin că actualele tăblițe de plumb sunt copii ale unor tăblițe dacice orginale de aur, descoperite cu ocazia săpării fundației castelului Peleș, copiate și apoi topite la ordinul lui Carol I, care ar fi vrut să folosească aurul tăblițelor dar să păstreze pentru posteritate informația de pe ele.

### Ipoteza copierii și topirii originalelor de aur
În investigația sa despre „afacerea” tăblițelor, jurnalistul Dumitru Manolache a încercat să strângă laolaltă puținele mărturii scrise existente și declarațiile oferite lui de către oameni care ar fi intrat în contact cu tăblițele sau ar fi auzit de „tradiția locală” referitoare la ele. În ciuda caracterului anecdotic al informațiilor, există totuși specialiști, precum doctorul în lingvistică romanică, Aurora Pețan (aceasta le clasifică drept o tradiție orală, destul de serioasă), care nu au ezitat să le ia în considerare sau care pleacă de la premisa că acestea sunt adevărate. Sursa „tradiției” pare să fie același inginer silvic Vasile Al. Ionescu. În acest sens, Iordace și Bălaș Moldoveanu afirmă într-o notă de subsol a cărții lor: 
„În anul 1875, cu ocazia construirii Castelului Peleș, [...] s-a descoperit un tezaur de aur, compus din mai multe tablete scrise în relief și alte obiecte de aur. Din ignoranță -tezaurul fiind privit doar ca valoare de aur- a fost cedat de către guvernul procarlist Lascăr Catargi domnitorului Carol I de Hohenzollern. Operația a fost efectuată prin administrația locală și jandarmi, în cea mai mare taină și, astfel, tezaurul cu piese de aur, care ar fi fost impresionante, a dispărut. Posterității au rămas doar copiile efectuate pe metal neprețios de autoritățile locale, la atelierele metalice [...], care au constituit nucleul fabricii de cuie, înființată apoi în Sinaia în anul 1892. Facsimilele au rămas în păstrare la Mânăstirea Sfântul Nicolae din Sinaia. Tradiția a fost transmisă de foștii primari ai comunei Sinaia: Gh. Gătej, I. Suvrezeanu, I. Manoilescu, Ghiță Ionescu, I. Stoicescu, Gh. Matheescu, inginerul silvic Vasile Al. Ionescu,[...] domiciliat în Sinaia încă din 1921, și pe care o vizitase încă din 1912. De-a lungul vremii, a făcut numeroase investigații asupra dramei tezaurului și, încercând să studieze și să descifreze scrierile lor, a înmânat unele copii arheologului prof. Niculescu-Plopșor. Din cele șase inscripții, cinci alfabetice, noi vom studia două, de pe tăblițele găsite în 1978 în muzeul Mânăstirii Sinaia de cercetătorul științific M. Dogaru, de la Institutul de Studii Istorice și Social-Politice (ISISP), care ne-au fost puse la dispoziție de N. Copoiu, de la același institut.”
Dintr-un interviu luat de către domnul Manolache doamnei Cornelia Velcescu, filolog și sculptor, care în perioada '70-'80 a fost implicată în traducerea celor două piese arheologice aflate la Mănăstirea Sinaia, aflăm posibilul număr al tăblițelor, descoperite în context similar și, pentru prima oară, faptul că scrierile erau considerate a fi de orgine geto-dacă: Se vorbea despre descoperirea, în peștera Sfânta Ana pe vremea regelui Carol I, a 40 de tăblițe de aur de dimensiunea 15/10 cm, dar și mai mari, cu scriere dacă sau getică. Doamna Velcescu își continuă relatarea, prezentând două ipoteze, despre care se discuta în biroul profesorului Ion Popescu-Puțuri (directorul Institutului de Studii Istorice și Social-Politice de pe lângă CC al PCR) și oferindu-și concluzia. Astfel, se vorbea acolo că din vânzarea aurului acestor tăblițe ar fi obținut Carol I bani pentru terminarea Peleșului. Deși habar nu avea de ceea ce scria pe tăblițe, regele și-ar fi dat totuși seama de valoarea lor pentru studiul istoriei. De aceea, ar fi ordonat să se facă replici în plumb. Din câte înțelesesem eu, dintre acele replici se mai salvaseră doar două bucăți, care se aflau la muzeul Mânăstirii Sinaia. Iar, într-o altă variantă, se vorbea despre un inginer silvic, Ionescu, om foarte îndrăgostit de comori, de munții Bucegi. El îl condusese pe cunoscutul cercetător peruan Daniel Ruzo, venit în România, la peștera lui Zalmoxis, care avea o intrare secretă, cunoscută doar de câțiva ciobani, dar nedescoperită nici până în prezent. Despre acest inginer se spunea că ar fi descoperit 40 sau 60 de plăcuțe de aur cu scriere getică în peștera Sfânta Ana și că el ar fi fost cel care le-ar fi subtilizat în plumb. Doamna Cornelia Velcescu întreabă retoric: Cine a făcut copiile? Inginerul Ionescu sau regele Carol I?, conchizând că, logic, răspunsul nu poate fi decât „regele Carol I”, pentru că inginerul Ionescu nici nu era născut atunci când s-au descoperit plăcile. El a fost, se pare, doar țap ispășitor și subliniind că piesele erau cu siguranță din aur, pentru că strămoșii noștri nu scriau pe lut, ca sumerienii.
După cum a observat Dumitru Manolache, „istoria plăcilor despre care, generic, se spune că provin de la Sinaia, poate fi explicată doar în limita a patru ipoteze: prima, existența într-adevăr a unor originale de aur care, într-un anumit moment, au fost copiate în plumb, așa cum susțin tradiția și o serie de dovezi indirecte, prezentate de noi până acum; a doua, existența unor plăci de aur care nu au fost topite în totalitate, parte din ele păstrate de Casa Regală, ajunse fie la Moscova, odată cu Tezaurul României, fie la Banca Națională Română, sau, de ce nu, fie rămase la Peleș [...]; a treia, inexistența unor originale de aur sau din alte materiale, situație în care plăcile de plumb cunoscute astăzi ar fi produsele unuia sau a mai multor falsificatori; și a patra, autenticitatea artefactelor din plumb cunoscute astăzi, ipoteză susținută de domnul Dan Romalo în cartea sa.”

### Variante ale ipotezei existenței originalelor de aur
Un personaj misterios și controversat, Vitalie Ustroi, originar din Moldova de peste Prut, a lansat ipoteza că plăcile de aur nu ar fi fost descoperite în timpul lucrărilor de pe șantierul Castelului Peleș, ci acestea s-ar fi aflat în posesia Mânăstirii Sinaia care, ca multe alte vechi așezăminte creștine, s-ar fi ridicat pe o capiște (vechi altar al cultului zalmoxian). Astfel, aceste plăci s-ar fi păstrat de-a lungul secolelor în grija inițială a preoților daci, fiind apoi transmise urmașilor lor, preoții creștini. Conform ipotezei lui, fiecare trib getic sau dacic ar fi posedat o arhivă de texte scrise pe plăci de aur sau din alte metale, care se reînnoia periodic. Textele ar fi fost scrise de marele preot, ar fi avut caracter sacru, magic, ar fi fost închinate zeilor și, ca atare, ar fi fost foarte bine păzite. În ceea ce privește o posibilă locuire dacică în zona Sinaiei, în afară de depozitul de bronzuri datat 1800-1700 î. Hr. și descoperit în urma multiplelor săpături arheologice în zonă (printre care se numără și sondajul efectuat de Tocilescu în 1890 Arhivat în 26 septembrie 2007, la Wayback Machine.), nu există informații referitoare la epocile ulterioare. Totuși, Aurora Pețan observă că acest lucru nu este în dezacord cu depozitarea pieselor de aur în zona respectivă, ci, din contră, reprezintă un argument serios:
„Este mult mai logic ca un asemenea tezaur să fi fost ascuns într-o zonă ferită, posibil într-un loc considerat sacru, accesibil preoților sau celor inițiați. Plăcile inscripționate la Sinaia nu constituiau un tezaur obișnuit, ele nu erau valoroase doar prin aurul din care erau confecționate. Valoarea excepțională consta în faptul că ele reprezentau „identitatea” neamului dac. Căderea lor în mâinile dușmanilor și distrugerea lor ar fi echivalat cu anularea întregii istorii consemnate în aceste plăci, cu ștergerea din memorie a acestui neam și a faptelor și tradițiilor sale. De aceea, dacă tezaurele de aur și argint comercial au putut fi ascunse în cele mai diverse locuri -în albii de râuri sau chiar în așezări locuite-, un astfel de tezaur trebuia să fie extrem de bine protejat. Cel mai bun loc l-ar fi reprezentat cu siguranță unu care să nu fi atras prin nimic atenția romanilor și a neamurilor viitoare care ar fi trecut pe acolo, deci o zonă fără locuire și resurse care să stârnească interesul. Sinaia putea fi un astfel de loc.”
Cu privire la construcția Mânăstirii Sinaia, ieromonahul Nectarie Măgureanu notează în monografia sa că „în pustietatea locului trăiau, în liniște, călugării solitari, care înălțau rugi pe acest vârf de munte, ca odinioară preoții strămoșilor noștri daci”. Ieromonahul precizează că „încă din secolul al XV-lea, acești călugări s-au adăpostit în crăpăturile stâncilor și în peșterile acestor munți, mai târziu în bordeie de piatră și în schituri de lemn, pentru ca departe de lume și de zgomotul ei să trăiască în abnegație totală pentru Iisus Hristos.” Astfel, „au fost construite și cele două schituri: schitul Sfânta Ana, la 5 km de mânăstire, și schitul Sfântul Nicolae, la 1 km.” Interesantă este și următoarea mărturisire, cuprinsă în volum: 
„Multe din documentele mănăstirii s-au pierdut în timp, ori intenționat au fost distruse. O altă parte din documentele mănăstirii au fost ridicate cu „ordin” de către Eforia Spitalelor Civile, în anul 1887. În 1961, un incendiu a distrus o mare parte din colecția muzeului, astfel încât, la inventarierea arhivei din 1964, au mai fost găsite doar 955 de unităși de păstrare, de la 1387 la 1963, cuprinzând diferite acte, câteva originale și copii în rusă, greacă, germană sau   română, cu caractere chirilice, de la anii 1702 până la 1895, alte câteva dosare sau documente de pe la 1862 până la 1963. La 17 aprilie 1975, Arhivele Statului au ridicat 137 de documente dintre cele mai importante existente la acea dată în arhiva mănăstirii.”
Într-un interviu acordat de către lingvista Aurora Pețan unui ziar publicat în Toronto, aceasta vorbește despre același personaj misterios („al cărui nume nu vi-l pot face cunoscut”) care „spunea că vine cu o delegație din partea Academiei Ruse” și care susținea că astfel de plăci există pe teritoriul Rusiei, că sunt foarte asemănătoare cu cele de la Sinaia, și că, din informațiile pe care le deține, cel puțin 40 de piese din aur ar mai exista în Banca Națională a României. Tot conform informațiilor lui, în România, ar mai exista vreo trei depozite: unul la Mănăstirea Tismana, un altul undeva în Munții Bucegi și unul chiar lângă Sarmizegetusa. Deocamdată, doar cel de la Sinaia ar fi fost scos la lumină. Tot el susține că au existat la Sinaia 240 de piese și că mai multe copii se află în diferite instituții. Acest număr, lingvista Aurora Pețan îl consideră foarte plauzibil, pentru că știm, tot de la oameni din Sinaia, că unele copii în plumb au ajuns la prof. Nicolăescu Plopșor, altele la Dimitrie Pippidi, iar altele la Institutul de Studii Politice, de pe vremea comuniștilor. Așadar, piesele de aur, fie s-au salvat și au ajuns în Tezaurul de la Moscova, vreo 40 ar exista încă în Banca Națională, fie au fost topite.

### Ipoteza falsurilor. Suspecții: Hasdeu și Densușianu
Nu se cunoaște exact perioada în care a fost lansată pentru prima dată ipoteza falsurilor. Alexandru Vulpe, actualul director al Institutului de Arheologie din București, consideră drept origine a acestei idei perioada lui Vasile Pârvan, care „le văzuse și el și credea că sunt falsuri. Generația după Pârvan, la fel, le-a considerat niște falsuri din secolul al XIX-lea. Noi le putem data după anumite criterii", declara academicianul în 2004, într-un interviu. Și el crede că plăcile au ajuns la Mânăstirea Sinaia, dar că au fost făcute în altă parte: eu le-am preluat de la generația dinaintea mea drept "falsurile lui Hașdeu". 

#### Hasdeu
Un prim suspect de fals în cazul plăcilor de la Sinaia este Bogdan Petriceicu Hasdeu. Despre el, P.P. Panaitescu afirmă că ar fi creat două falsuri celebre: unul este „Diploma bârlădeană”, care ar fi fost elaborată în 1134, și prin care se conferea unor negustori din Messembria dreptul de a face comerț în Moldova fără să plătească taxe, doar la Bârlad și Tecuci, iar cel de-al doilea fals ar fi „Hrisovul lui Iurg Koriatovici”, indicat ca fiind din anul 1374. Prin cel din urmă act, Iurg Koriatovici dădea unui slujitor al său, Iacsa Litavor, satul Zăbrăuți. În ciuda opiniei lui Panaitescu, lingvistul Cicerone Poghirc, care a scris o carte despre Hasdeu, contestă cu vehemență că acesta ar fi făcut falsuri. De aceeași părere sunt unii cercetători, pentru faptul că Hasdeu a publicat zeci de documente, mult mai valoroase decât cele două, și nu avea nevoie să inventeze niște documente atât de banale. Dumitru Manolache, în acest sens, întreabă retoric ce ar fi vrut Hasdeu să demonstreze cu aceste documente, conchizând că pare absurd. Contrar opiniei sale, presupusa „Diploma bârlădeană” din 1134 ar fi demonstrat existența unui stat organizat pe teritoriul Moldovei cu aproape două secole înainte de „descălecatul”  lui Dragoș. 
Având aceste „antecedente”, și pentru că  vorbise despre un alfabet getic în disputa cu Grigore Tocilescu, Hasdeu figurează primul pe lista suspecților de fals, în cazul tăblițelor de plumb. Cât despre presupusa perioadă în care Hasdeu ar fi „plăsmuit” falsurile de plumb, Aurora Pețan ține să precizeze că aceasta nu poate fi alta decât cea imediat următoare morții fiicei lui, Iulia Hasdeu (perioadă în care Hasdeu s-a dedicat, în mare parte, ședințelor de spiritism din castelul de la Câmpina, în încercarea sa de a contacta spiritul Iuliei), deoarece, înainte de 1888 (anul morții Iuliei), Hasdeu a muncit la „Etymologicum Magnum Romaniae”, și este greu de crezut că în paralel ar fi avut timp și energie să plăsmuiască sutele de plăci. Cât privește conținutul plăcuțelor și legătura acestora cu ideile hașdeene, lingvista Aurora Pețan, una dintre puținii care au încercat să descifreze inscripțiile misterioase, afirmă: 
„Nimic din activitatea și concepțiile lui [Hasdeu] nu se regăsește în plăci. Acad. Al. Vulpe a susținut o vreme că autorul ar fi fost B.P. Hasdeu, care ar fi vrut să-i demonstreze lui Gr. Tocilescu existența scrierii la daci. Însă Hasdeu credea în existența unui alfabet „propriu” dacilor, continuat de secuii din Transilvania, dar care nu are nici o legătură cu scrierile de pe plăci. Dar lucrul cel mai grav îl constituie absența din acest corpus a oricărei idei hașdeene cu privire la limba dacilor. Pentru Hasdeu limba dacilor era indo-europeană, de tip satem, înrudită, astfel, îndeaproape cu limbile baltice. El nu și-a imaginat niciodată că limba dacă este o limbă neindo-europeană și a comparat adesea rămășițele substratului cu sanscrita, vechea persă, limbile baltice, slave. Nici în privința vocabularului nu avem repere care să ne trimită la Hasdeu: dintre numeroasele cuvinte atribuite de el dacilor, doar două sau trei pot fi regăsite în aceste înscripții, și nici acelea cu certitudine. Mai mult, Hasdeu era un aprig  apărător al latinității noastre. El a înființat ziarul „Traian” și revista „Columna lui Traian” și vorbea mereu de Dacia lui Traian, nu de cea a lui Burebista sau a lui Decebal. Pentru Hasdeu, dacismul înseamnă întoarcere la izvoare, cultivarea și conservarea individualității și nicidecum renegarea latinității (din contră, când regele Carol I a urcat pe tron, Hasdeu susținea că este amenințată latinitatea neamului) sau exacerbarea substratului.”

#### Densușianu
Un altul pe lista de suspecți este istoricul Nicolae Densușianu, care, după 30 de ani de cercetări, a scris cartea Dacia preistorică. Aurora Pețan consideră că
„aspectul neindo-european al limbii din tăblițe se potrivește cu ideile sale despre o limbă pelasgică, însă el nu poseda cunoștințe de lingvistică atât de avansate încât să poată crea o astfel de limbă. În plus, era foarte sărac, chiar „Dacia preistorică” a fost publicată abia după moartea sa, prin grija ministrului educației de atunci, C.I. Istrati.”

## Falsuri. Argumente și contraargumente
Între dovezile de neautenticitate invocate de către acad. Al. Vulpe este și argumentul referitor la cetatea „Cumidava”: în plăcile de plumb apare cuvântul „Comieodabo”, desemnând, după considerațiile doamnei Pețan, cetatea pe care o cunoaștem de la Ptolemeu sub numele de „Comidava”, iar dintr-o inscripție latinească sub forma „Cumidava”. Dl. Vulpe susține că falsificatorul nu avea de unde să cunoască forma reală, „Cumidava”, deoarece aceasta a fost descoperită mult mai târziu, în inscripția amintită, și prin urmare a folosit o formă apropiată cu cea de la Ptolemeu, autor accesibil în secolul al XIX-lea. Astfel, pentru dl. academician, forma „Cumidava”, scrisă de un roman într-o inscripție latinească, este forma autentică dacică, cea care ar fi trebuit să figureze în tăblițe, dacă acestea ar fi fost autentice. Despre respectiva considerație a dl. Al. Vulpe, Aurora Pețan întrebă retoric „de ce ar fi trebuit ca dacii să scrie acest nume exact cum îl auzeau și îl reproduceau în scris romanii” și subliniând că denumirea „Cumidava” apare într-o inscripție „latinească”, scrisă de un „roman”, în secolul al III-lea d.Hr.: "de ce suntem obligați să admitem că forma latinească era identică cu cea dacică, iar cea grecească, de la Ptolemeu, este coruptă"? Doctorul în lingvistică romanică, Aurora Pețan, explică fenomenul, recurgând la analogia cu celelalte nume străine transpuse de către romani și greci, transpunere „în care a intervenit întotdeauna percepția impusă de structura fonetică a celor două limbi, de „urechea” grecului și a romanului.”. Astfel, aceasta observă că „în numele grecești și romane din tăblițe, vocala 'i' cu cantitate scurtă era percepută adesea ca 'e', iar 'u' scurt ca 'o' (numele lui 'Lucullus' este redat 'Locolo', cuvântul grecesc 'basileus' este transpus 'baseleo' etc.). Deci," conchide doamna Pețan, "este întru totul coerent ca romanii să fi redat prin 'u' ceea ce în limba dacilor era un 'o' închis, așa cum a transcris Ptolemeu.”
S-a mai invocat drept argument, de către lingvistul Sorin Olteanu și alții, prezența în scrierile din aceste tăblițe a două semne care există și în alfabetul chirilic (semnele pentru sunetele palatale /č/ și /ğ/), litere care ar constitui un anacronism sau, conform domnului Olteanu, "elemente de românism modern" Arhivat în 22 martie 2007, la Wayback Machine., deoarece alfabetul chirilic a fost creat mult mai târziu. Doctorul în filologie, Aurora Pețan, susține că "originea celor două semne în alfabetul chirilic este „necunoscută”", așadar, "câtă vreme nu știm de unde au luat slavii aceste semne, acuzația de anacronism nu poate fi susținută." Aceasta mai amintește că "alfabetul chrilic a fost creat la sudul Dunării în secolul IX d.Cr., deci într-o zonă care, cu câteva secole înainte fusese locuită de geți." Semnul pentru sunetul palatal ci, existent și în alfabetul chirilic, are la slavi valoarea numerică 90. Aurora Pețan observă că același semn, cu aceeași valoare numerică 90, dar fără valoare fonetică, se regăsește în alfabetul gotic, creat în Dacia de către episcopul Wulfila în sec. IV d.Cr. Știind că limba goților nu poseda sunetul ci, doamna Pețan consideră "normal ca semnul cu pricina, împrumutat din alt alfabet odată cu celelate litere, să nu fi avut nici o valoare fonetică", și în acest alfabet originea semnului fiind "obscură". "Dacă semnul a putut să existe la goți, înainte de slavi", Aurora Pețan întreabă "de ce nu putea să fi existat și la geți, mai ales că ambele alfabete - cel gotic și cel chirilic - au fost create în zona getică?" În privința semnului pentru gi, acesta există astăzi doar în alfabetul sârb, iar cei mai mulți slaviști sunt de acord că este luat din alfabetul chirilic folosit în textele românești (la sârbi semnul este atestat pentru prima oară cu valoarea fonetică gi în sec. XVII, pe când în textele românești apare cu un secol mai devreme). Aurora Pețan subliniază că, desigur, "există și specialiști care afirmă că românii l-au luat de la sârbi", însă, în acest caz, "semnul rămâne cu origine necunoscută în alfabetul sârb, iar problema rămâne deschisă." La toate acestea, dl. Olteanu răspunde că originea literelor în discuție nu este deloc „necunoscută”. Așa cum se poate găsi în orice istorie a alfabetelor slave, litera chirilică Ч este împrumutată din alfabetul ebraic, din litera צ tsade non-final, o dată cu Ш din ש šin, în sec. IX. Litera Џ, spune dl. Olteanu, pare a fi cu mult mai nouă, creată pe tărâm românesc, o adaptare a chirilicului Ц pentru a transcrie sunetul /ğ/ și împrumutată ulterior de alfabetul sârbesc. Cât despre litera gotică adusă în discuție nu este deloc înrudită genetic cu prima, ci este o stilizare uncială, ca toate literele alfabetului lui Wulfila, a semnului grecesc 'koppa', folosit și în alfabetul grec, și în cele derivate din el pentru notarea numărului 90 (în greacă numerele se scriau din vechime cu litere, două dintre acestea, koppa și stigma fiind utilizate numai în acest scop).
Alt argument utilizat de filologul clasic Sorin Olteanu, tot de natură lingvistică, este acela că literele Ι, Υ și Η din tăblițe se citeau ca în neogreacă, în așa-numita „pronunție reuchliniană”, nu ca în greaca veche, cum ar fi fost natural să fie dacă plăcuțele erau antice. Arhivat în 22 martie 2007, la Wayback Machine. Aurora Pețan recunoaște că Y (ypsilon) "avea cu siguranță valoarea 'i', la fel ca în neogreacă, deoarece apare în variație liberă cu I (iota), dar", susține d-sa, "acest lucru nu este un anacronism, căci încă din sec. IV a.Chr. aceste două semne se confundau în inscripțiile din Atena, iar confuzia a devenit frecventă în epoca romană, deci nu este specifică doar epocii recente." Dl. Olteanu contestă însă această argumentare, afirmând că deși unele ezitări între [υ] și [ι] apar și înainte de Hristos, generalizarea pronunției /i/ pentru [υ] s-a produs după sec. V-VI p.Chr., iar confuzia completă între υ = η = ι (toate pronunțate /i/), așa cum se întâmplă pe tăblițe, este de abia de dată bizantină. În plus, spune d-sa, pe tăblițe nu este vorba de ezitări accidentale între utilizarea lui [υ], [η] și [ι] pentru /i/; aceste litere sunt folosite cu bună știință în mod absolut aleator pentru a reda vocala /i/, lucru care, observă dl. Olteanu, nu se întâmplă în nici un singur alfabet antic sau modern. Nicăieri literele care se pronunță la fel nu se află în „variație liberă”. Acolo unde ele există, folosirea lor este normată de reguli ortografice sau de tradiție.

## Cercetări. Încercări de descifrare a inscripțiilor
Din păcate, astăzi nu există la nivel oficial nici un program de studiere sau cel puțin de protejare a pieselor care se mai află în depozitul institutului. Plăcile au rămas tot neinventariate, fiind, astfel, susceptibilă chiar și dispariția lor completă. Conform opiniei jurnalistului Dumitru Manolache, „ideea că artefactele de la Sinaia sunt falsuri a înmormântat pentru un secol orice inițiativă de cercetare”, „legenda” aceasta funcționând ca o capcană în care, din nefericire, au căzut generații întregi de istorici, arheologi, lingviști etc. Tot acesta observă că „subiectul a fost ocolit ca un ciumat”, din motivul că, dacă te atingeai de el, riscai descalificarea profesională, oprobriul breslei. Pentru Aurora Pețan „este un mare mister de ce, timp de mai bine de un secol, nimeni nu s-a ocupat de aceste piese”, deși „toată lumea știa de existența lor”, mister pe care aceasta și-l explică doar prin ipoteza conform căreia Grigore Tocilescu, Vasile Pârvan, Radu Vulpe, Alexandru Vulpe „știau că a existat un tezaur din piese de aur care a fost distrus” și că, astfel, „scoaterea la lumină a copiilor ar fi dus la un scandal”.
După decenii de tăcere, plăcile de la Sinaia au revenit în actualitate la începutul acestui mileniu. Istoricul Augustin Deac, cel care, în calitatea sa de cercetător la Institutul de Studii Istorice și Social-Politice de pe lângă CC al PCR, văzuse, împreună cu profesorul Nicolae Copoiu, o scrisoare în care se vorbea despre plăcuțe și despre inginerul silvic Ionescu, făcea o comunicare în iunie 2003, sub titlul „Enigma plăcuțelor cu scris dacic de la Sinaia”, la Congresul Internațional de Dacologie, cerând autorităților să se implice în rezolvarea cazului dispariției tezaurului original. Cu același prilej, Deac a prezentat mai multe imagini cu tăblițe, deși la vremea aceea se vorbea doar de cele două piese de la Mânăstirea Sinaia, iar cartea lui Dan Romalo încă nu apăruse. În toamna aceluiași an a apărut cartea inginerului Dan Romalo, „Cronică apocrifă pe plăci de plumb?”, care valorifica, într-un studiu pertinent și inedit, o parte din fotografiile executate de autor după război. Cartea este reeditată în 2005, sub titlul „Cronică getă apocrifă pe plăci de plumb?”.
Aurora Pețan a început cercetările imediat după apariția primei ediții a cărții lui Romalo. În noiembrie 2003, a prezentat o primă comunicare pe această temă la institutul unde lucra, intitulată „Observații lingvistice asupra „Cronicii apocrife pe plăci de plumb”". Apoi, în iunie 2004, a susținut o conferință la Academia Română, intitulată „O posibilă sursă de cunoaștere a limbii dace”, iar în ianuarie 2005, conferința „Tăblițele de plumb dacice - fals monumental sau izvor istoric ignorat?”, la Seminarul Arheologic Vasile Pârvan al Facultății de Istorie de la Universitatea București.
În anul 2014 a apărut lucrarea „Mato Davo Geto”, Studiu asupra plăcilor dacice de plumb, de Răzvan Anghel. Lucrarea identifică grupările recurente care apar în textele plăcilor și încearcă să le pună în contextul istoric cunoscut. Sunt astfel identificate nume de regi și chiliarhi geți, romani sau macedoneni, unii atestați de alte surse iar alții necunoscuți, și cetăți dacice, unele descoperite și cercetate arheologic iar altele necunoscute. În anul 2020 a apărut „Chronoso due lo Zamolxiu / Ani de la Zamolxio”, Traducerea plăcilor dacice de plumb, de Răzvan Anghel. Lucrarea conține traducerea textelor antice, fiind o continuare a studiul anterior, „Mato Davo Geto” de același autor.